# Chaetophractus nationi
Tatu lông Andes (Chaetophractus nationi) là một loài tatu tại Bolivia, trong khu vực Puna, Oruro, La Paz, và Cochabamba (Gardner, 1993). Nowark (1991) mô tả nó như phân bố tại Bolivia và bắc Chile. Một ấn phẩm gần đây của Pacheco (1995) cũng đặt nó ở Peru, về cơ bản trong vùng Puno. Nó cũng được cho là có mặt ở miền bắc Argentina.